# Myrdalsfossen

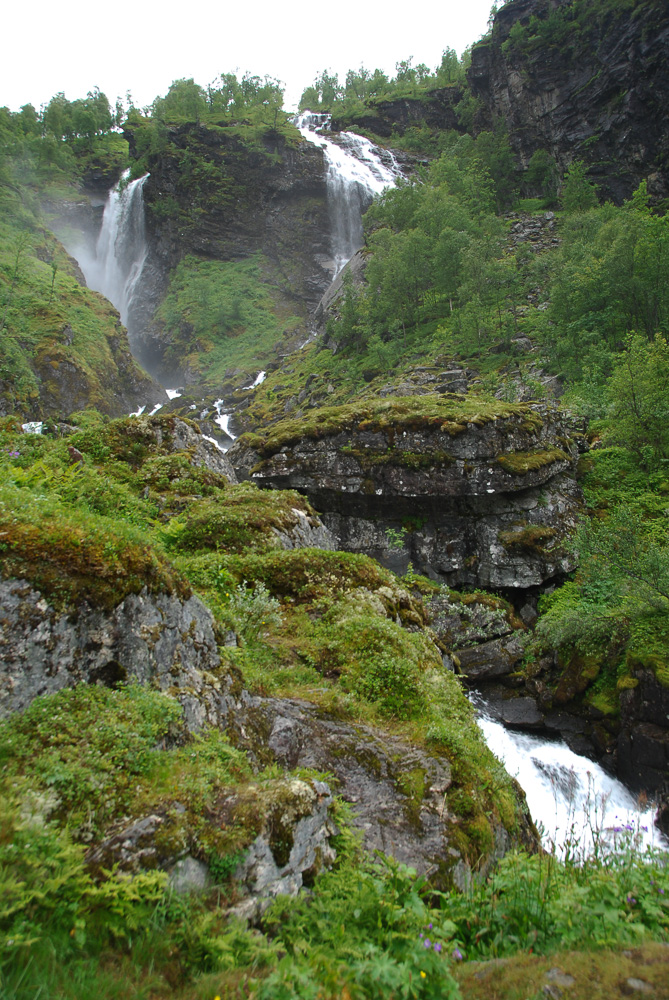
Myrdalsfossen

Myrdalsfossen is een waterval ten zuiden van Flåm bij een kleine nederzetting Myrdal in de gemeente Aurland in de Noorse provincie Vestland. Myrdal is tevens een treinstation aan de Bergensbanen (spoorlijn Oslo - Bergen) en het eindstation van de beroemde Flåmsbana. Myrdal is alleen te bereiken met de trein of per voet en fiets via de Rallarvegen.
Het water van de rivier Myrdøla valt over een hoogte van 225 meter naar beneden en eindigt in de Flåmselvi. De rivier de Myrdøla wordt gevoed met smeltwater vanuit de Myrdalen.
Stroomopwaarts op de Myrdøla bevindt zich een hoogvlakte met verschillende kleine meren en gletsjers welke na een warme periode en in de zomer veel smeltwater te verwerken krijgen. In deze periode zwelt de Myrdalsfossen op tot een krachtige waterval.
De Myrdalsfossen ligt net buiten Myrdal en is te zien vanuit de Flåmsbana. Flåmsbana is een toeristische attractie waar een treinspoor loopt van Flåm naar Myrdal. Het hoogteverschil van 865 meter wordt overbrugd binnen 20 kilometer en is hiermee het tweede steilste spoor in de wereld.
Vanuit de Flåmsbana zijn er meerdere kleine en grote watervallen te zien. Eerste de Brekkefossen, Tunnshello, Kardalsfossen, de krachtige Kjosfossen en tot slot de Myrdalsfossen.  